# Omar Darboe
Omar Darboe (* 10. Juli 1979) ist ein gambischer Politiker.

## Leben
| Parlamentswahl | Stimmen | Stimmanteil |
| -------------- | ------- | ----------- |
| 2017           | 2.377   | 32,20 %     |
| 2022           | 4.044   | 36,54 %     |

Omar Darboe trat bei der Wahl zum Parlament 2017 als Kandidat der United Democratic Party (UDP) im Wahlkreis Upper Niumi in der Kerewan Administrative Area an. Mit 32,20 % konnte er den Wahlkreis vor Pa Omar Sonko (GDC) für sich gewinnen.
Im November 2019 entließ die UDP acht im Parlament vertretende Parteimitglieder aus ihrer Partei. Das informierte Parlament stufte die Parlamentarier von da an, darunter auch Darboe, als unabhängige Abgeordnete ein.
Bei den Parlamentswahlen 2022 erreichte Darboe als Kandidat der National People’s Party (NPP) erneut die meisten Stimmen im Wahlkreis Upper Niumi und wurde Mitglied der 6. Gambischen Nationalversammlung.